# Венгерка
Венгерка (пол. Węgierka (dopływ Soły)) — гірська річка в Польщі, у Бельському й Освенцимському повітах Сілезького й Малопольського воєводства. Ліва притока Соли, (басейн Балтійського моря).

## Опис
Довжина річки приблизно 7 км і формується декількома безіменними струмками.

## Розташування
Бере початок на південно-західних схилах Буяківського Грона (729 м). Тече переважно на північний схід через Буякув, Коберніце Дольне і у Осєдне Денбове (місто Кенти) впадає у річку Солу, праву притоку Вісли.

## Цікаві факти
- Річка наповнюється водами, які витікають із 2 джерел, що розташовані у лісовій місцині на південно-західній околиці села Кози.